# Tanytarsus boodleae
Tanytarsus boodleae är en tvåvingeart som beskrevs av Tokunaga 1933. Tanytarsus boodleae ingår i släktet Tanytarsus och familjen fjädermyggor. Inga underarter finns listade i Catalogue of Life.